# Warner Music Denmark
Warner Music Denmark er den danske afdeling af pladeselskabet Warner Music Group.